# Гордон (переписна місцевість, Вісконсин)
Гордон (англ. Gordon) — переписна місцевість (CDP) в США, в окрузі Дуглас штату Вісконсин. Населення — 145 осіб (2020).

## Географія
Гордон розташований за координатами 46°14′23″ пн. ш. 91°48′0″ зх. д. / 46.23972° пн. ш. 91.80000° зх. д. (46.239802, -91.799906).  За даними Бюро перепису населення США в 2010 році переписна місцевість мала площу 4,81 км², з яких 4,75 км² — суходіл та 0,05 км² — водойми.

## Демографія
Згідно з переписом 2010 року, у переписній місцевості мешкало 176 осіб у 79 домогосподарствах у складі 52 родин. Густота населення становила 37 осіб/км².  Було 114 помешкання (24/км²).
Расовий склад населення:
| - 96,0 % — білих - 1,7 % — корінних американців |

До двох чи більше рас належало 2,3 %. Частка іспаномовних становила 0,6 % від усіх жителів.
За віковим діапазоном населення розподілялося таким чином: 22,2 % — особи молодші 18 років, 52,2 % — особи у віці 18—64 років, 25,6 % — особи у віці 65 років та старші. Медіана віку мешканця становила 48,7 року. На 100 осіб жіночої статі у переписній місцевості припадало 95,6 чоловіків;  на 100 жінок у віці від 18 років та старших — 107,6 чоловіків також старших 18 років.
Середній дохід на одне домашнє господарство  становив 48 627 доларів США (медіана — 43 333), а середній дохід на одну сім'ю — 60 911 долар (медіана — 47 500). За межею бідності перебувало 8,9 % осіб, у тому числі 0,0 % дітей у віці до 18 років та 0,0 % осіб у віці 65 років та старших.
Цивільне працевлаштоване населення становило 53 особи. Основні галузі зайнятості: освіта, охорона здоров'я та соціальна допомога — 26,4 %, фінанси, страхування та нерухомість — 17,0 %, роздрібна торгівля — 13,2 %, будівництво — 13,2 %.